# 8435 Anser
A 8435 Anser (ideiglenes jelöléssel 6643 P-L) a Naprendszer kisbolygóövében található aszteroida. Cornelis Johannes van Houten, Ingrid van Houten-Groeneveld és Tom Gehrels fedezte fel 1960. szeptember 26-án.